# Eden (muzician)
Jonathon Ng (n. 23 decembrie 1996, Dublin, Irlanda), cunoscut profesional ca EDEN, este un cântăreț, compozitor, multi-instrumentist și producător din Dublin, Irlanda. El a performat anterior ca și The Eden Project, un alias care a fost întrerupt în 2015. Munca lui Ng ca The Eden Project a prezentat de obicei stiluri mai conventionale de muzică dance electronică , cum ar fi dubstep și drum and bass, în timp ce EDEN l-a văzut aventurându-se într-un stil mai indie pop.
Ng a lansat 6 EP-uri și peste 70 de melodii si remixuri ca The Eden Project. Ca EDEN, el și-a lansat propria casa de discuri, MCMXCV, pe care a fost scos EP-ul său de debut End Credits. Al doilea EP, i think you think too much of me, a fost lansat în August 2016, debutând pe locul 43 pe Irish Albums Chart ca prima sa muzică de grafică. Albumul de studio de debut a lui EDEN, vertigo, a fost lansat pe 19 ianuarie 2018 și va fi susținut de un turneu mondial.

## Viața și cariera

### Copilărie și adoleșcență
Jonathon Ng s-a născut pe 23 decembrie 1995 cu o mamă irlandeză și un tată chinez în Dublin, Irlanda. De la vârsta de șapte ani, a învățat să cante la vioara clasică. Mai târziu, el a învățat singur pian, chitară și tobe. El a urmat și a absolvit la Blackrock College, Dublin.

### 2013-2015: The Eden Project
Ng a început în mod independent, lansând piese sub aliasul The Eden Project din 2013, obținând popularitate prin rețele de promovare. În 2014, el a lansat albumul Kairos, în care piesele "Statues" și "Chasing Ghosts" l-au găsit experimentând cu un stil alternativ mai discret de muzică. În octombrie 2014, a lansat EP-ul "Entrance" al cărei piesă indie "Circles" era în contrast cu stilul său familiar electric . Piesele lui cele mai populare au fost abateri de la sunetul său obișnuit. Pe 10 decembrie 2014, a colaborat la piesa "Scribble" al producătorului din New York, Puppet, care a fost lansată prin Monstercat.
În 2015, Gn a continuat să îmbrățișeze stilul indie cu EP-ul Bipolar Paradise, a carui piesa "Fumes" a adunat peste 15 milioane de vizualizări pe YouTube în aprilie 2018. Mai târziu, acesta a anunțat că va întrerupe The Eden Project, și că va lansa "Final Call", ultimul EP sub acest nume. Acesta conținea doua coveruri,"Blank Space" de Taylor Swift și "Crazy In Love" de Beyonce. "Times Like These" este oficial ultima piesă lansată sub fostul alias.

### 2015-2016: Schimbarea la EDEN,End Credits,ITYTTMOMșiTurneul Futurebound
Ng și-a schimbat pseudonimul în EDEN după ce a lansat "Final Call", și a început să înregistreze proiecte noi în primăvara anului 2015. EP-ul "End Credits" a fost lansat pentru download gratuit în întreaga lume pe 8 August, prin casa de discuri bazată în UK, "Seeking Blue Records", precum și propria amprentă a lui Ng, MCMXCV. EP-ul este format din pop indie și electronică alternativă cu un puternic accent pe voce. Două single-uri, "Nocturne" și "Gravity", au fost lansate în iunie și iulie. Ca un întreg, EP-ul a acumulat peste 14 milioane de piese de pe platforma de streaming SoundCloud.
Pe 22 Martie, Ng a început Turneul "End Credits" cu concerte în Dublin, Londra, Toronto, New York, Los Angeles și San Francisco. Biletele s-au vândut într-o săptămână, și locație adițională a fost infințată în New York din cauza cererii. Turneul a fost încheiat pe 8 aprilie.
La scurt timp după Turneul End Credits, Ng a anunțat că noul său EP, i think you think too much of me, va fi lansat pe 19 august 2016. Pe 10 iunie 2016, primul single, "sex", a fost lansat, oferind un mai mare accent pe voce și instrumente. O lună mai târziu, a avut premiera la Billboard urmatorul single, "drugs", cu o zi înainte de lansarea sa oficială pe data de 15 iulie 2016. EP-ul conține "Fumes", anterior lansat sub aliasul The Eden Project, în colaborare cu Gnash, pe langă relansarea a altor două melodii sub aliasul The Eden Project, remasterizate versiuni ale "XO" și "Circles". După lansare, EP-ul s-a clasat în Irish Albums Chart, devenind prima muzică de grafică a lui Ng.
Pe 7 septembrie 2016, Ng a lansat un al doilea videoclip pentru "drugs", un video de 360 de grade în realitatea virtuală. Videoclipul a acumulat 1,5 milioane de vizualizări pe Facebook într-o săptămână.
Ng a promovat i think you think too much of me prin Turneul Futurebound, care a început pe 7 septembrie 2016, în Vancouver, British Columbia, Canada. Turneul a inclus 33 de reprezentații în America de Nord și Europa, și s-a încheiat la 26 octombrie cu un spectacol final în Paris, Franța.

### 2017–prezent: Spectacole de festival,vertigoși Turneul Mondial Vertigo
EDEN a început un turneu de festival în vara anului 2017. De asemenea, el a selectat câțiva fani ca să filmeze experiențele lor la fiecare spectacol și să le posteze pe contul lui de Snapchat. Pe 2 septembrie, Ng a avut ultimul său spectacol din sezonul de festivale la Electric Picnic. În timpul setului său, a avut premiera versiunea oficială a piesei "start//end", un cântec care a fost anterior postat pe contul său de SoundCloud în ianuarie.
Pe 28 septembrie, "start//end" a fost lansat pe toate marile platforme de muzică ca primul single de pe viitorul album "vertigo". Single-ul a fost însoțită de un videoclip, care a depășit 1 milion de vizualizări pe YouTube. Videoclipul a fost filmat în diverse locuri din Europa, America de Nord și Japonia.
Pe 8 noiembrie 2017, EDEN a sugerat lansarea unui nou single pe social media. Pe 8 și 9 noiembrie, websiteul lui EDEN a afișat coordonatele unde oamenii căutau pentru a găsi postere ascunse în diferite locații din întreaga lume. "Gold" a fost lansat oficial pe 10 noiembrie 2017, alături de anunțul Turneului Mondial "Vertigo", care se va întinde din Martie până în Mai 2018. Al treilea single al lui EDEN pentru album, "crush", a fost lansat pe 8 decembrie 2017, pe Spotify și iTunes.
Vertigo a fost lansat pe 19 ianuarie 2018. EDEN a început Turneul Mondial "Vertigo" de promovare a albumului în Martie 2018. Acesta va avea treizeci și nouă de spectacole. În timp ce cele mai multe dintre aceste spectacole sunt în Statele Unite, vor fi câteva în Europa spre finalul turului. El va fi însoțit de cântărețul-compozitor Vérité și trupa Crooked Colours în America de Nord și Europa.

## Lucrări adițonale
Înainte de lansarea End Credits, Ng a furnizat voci neacreditate pentru piesa lui Mendum "Elysium", precum și voci acreditate pentru piesa lui Crywolf "Stomach It". Vocile din "woah," o piesa din EP-ul "Final Call" sub aliasul The Eden Project, au fost incluse în piesa "I'll Be Your Reason" a lui Illenium, care a fost lansată pe 8 iunie prin Nest HQ, o filială a casei de discuri a lui  Skrillex,  OWSLA. După lansarea End Credits, Ng a furnizat voci neacreditate în piesa "No More", de Pierce Fulton, care a fost lansată pe 9 noiembrie 2015, prin Armada Music.
În noiembrie 2015, Ng a lansat un cover a melodiei lui  Michael Jackson "Billie Jean" pentru download gratuit. A adunat peste 1 milion de piese pe cele mai multe platforme de streaming.
În 2016, Ng a colaborat de încă două ori cu Puppet, oferind voci neacreditate pe piesele "Without Me" și "Vagabond", care au fost lansate pe Monstercat, ca parte a EP-ului de debut  a lui Puppet, "Soft Spoken".
Ng a produs doua EP-uri pentru rapper-ul din Londra ATO, "Intro" și "Man of the House".
În septembrie 2017, Ng a furnizat vocale neacreditate pentru piesa "Leaving" de pe al doilea album de studio "Awake" al producătorului American Illenium.

## Discografie

### Albume de studio
| Titlu  | Detalii                                                  |
| ------ | -------------------------------------------------------- |
| vertij | - Lansat: 19 ianuarie 2018 - Case de discuri: - Formate: |

### Discuri EP
| Titlu                            | Detalii                                                                                            |
| -------------------------------- | -------------------------------------------------------------------------------------------------- |
| End Credits                      | - Lansat: 8 august 2015 - Case de discuri: MCMXCV Seeking Blue Records - Formate: download digital |
| i think you think too much of me | - Lansat: 19 august 2016 - Case de discuri: - Formate: download Digital, vinil, casete             |

## Turnee
- Turneul End Credits (2016)
- Turneul Futurebound (2016)
- Turneul Mondial Vertigo (2018)